# 梅纳卡区
梅纳卡区（班巴拉语：ߡߋߣߊߞߊ ߘߌߣߋߖߊ，Menaka Dineja）是马里的一个区。2012年，从加奥区划出梅纳卡省，组建梅纳卡区。该区实际成立于2016年1月19日。该区下辖4个省：安德拉姆布卡内省、伊内卡尔省、提德尔缅省和梅纳卡省。首府梅纳卡。